# Шанклиш
Шанкли́ш (сыр) (араб. شنكليش‎) — также известен как шинклиш, сорке или сюрке, является разновидностью сыра из коровьего молока или овечьего молока в левантийской и сирийской кухне, приготовленный в виде маленьких шариков, поверхность которых покрыта сушеным тимьяном или перцем. Он известен своим интенсивным вкусом, который никого не оставляет равнодушным, за что и получил прозвище «сирийский рокфор» (الروكفور الشامي Аль-рукафур аш-Шами). Чем дольше вызревание, тем сильнее его вкус, и тем жестче его текстура.
Шанклиш берет свое начало в алавитских горах, которые являются прибрежной зоной страны, и из прилегающих районов, таких как Аккар в Ливане или Искендерун в Турции. Деревня Ар-Равда, недалеко от Тартуса, известна в арабском мире своим производством шанклиша. Шанклиш считается одним из старейших сыров в мире.

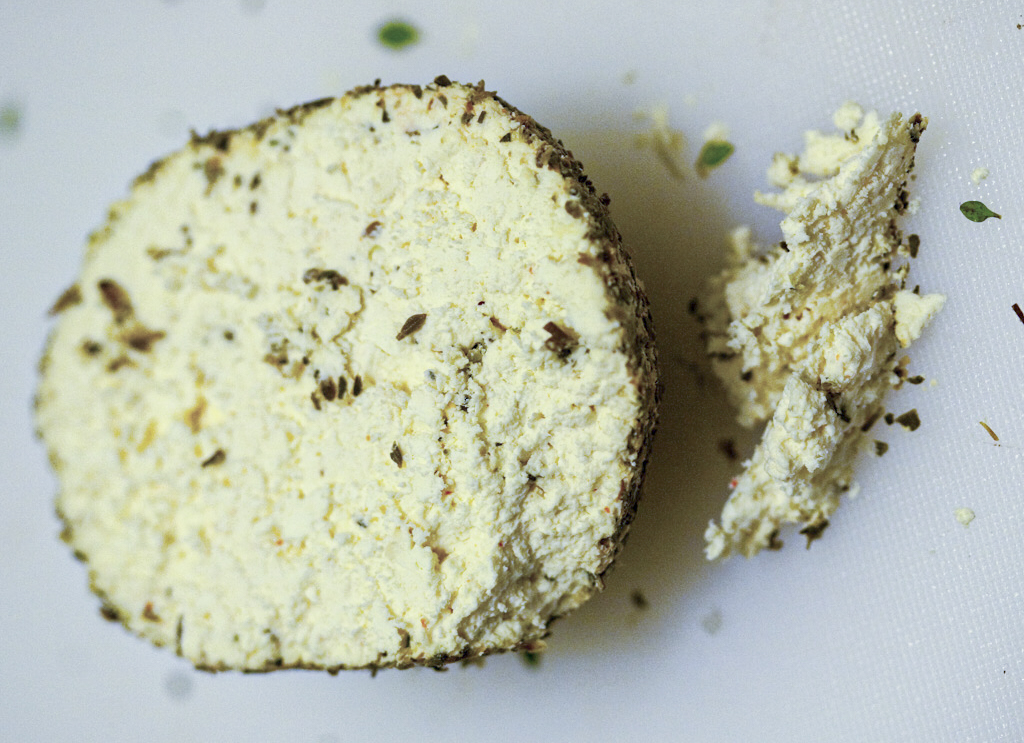
Шанклиш в разрезе

## Варианты
Шанклиш обычно путают с его более мягким сортом, называемым Сурке (سوركي). Сурке мягче и свежее, в то время как шанклиш более выдержан и имеет сильный запах. Сурке типичен для прибрежных районов, таких как Тартус, Тахия и Искендерун, в то время как шанклиш также можно найти внутри страны, например, в Хомсе, Хаме и т. д.
В зависимости от смеси специй, используемой для покрытия, шанклиш может быть пряным.

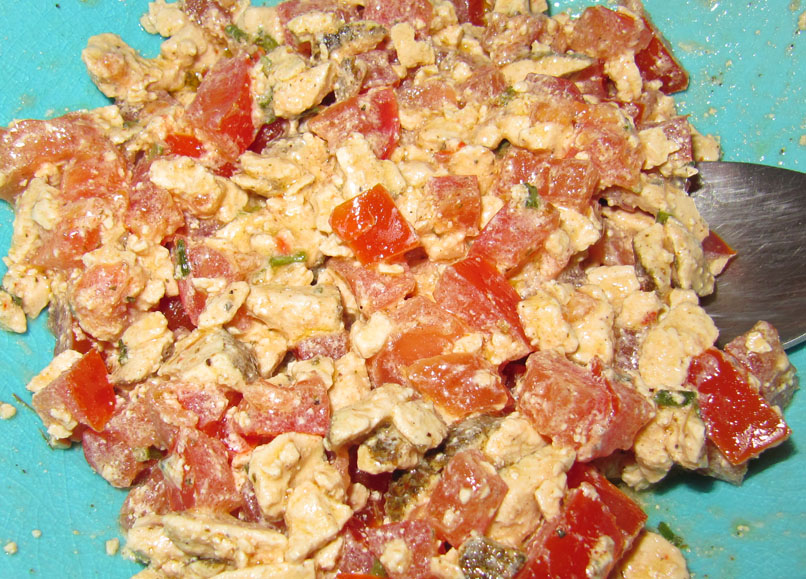
Шаифура — Салат из шанклиша

## Способ приготовления
Шанклиш часто готовится весной и хранится в форме Муне (مونة 'маринованный') до зимы, когда он и употребляется в пищу.
Смешивается Лабне (لبنة) (процеженный йогурт на специальной закваске) и свежевыжатый лимонный сок. При кипячении будет наблюдаться свертывание основы йогурта. Свертка удаляется и по мере кипения образуется снова до тех пор, пока не останется только вода. Этот процесс называется тагриш (التقريش) и служит для формирования гуриш (القريشة), который является результатом реакции отделения сывороточной воды от молока (что по сути является творогом или рикоттой).
Из этой массы гуриш берут небольшую порцию, чтобы сформировать шарик диаметром около 6 см. Шарик покрывают специями, наиболее распространенным тимьян сухой или заатар (смесь приправ), или перец Алеппо, и сушат на солнце. Затем шарики шанклиш помещают в герметичных пакетики, в которых их оставляют бродить некоторое время, а затем погружаются в масло для хранения.

## Употребление в пищу
Шанклиш присутствует в большинстве арабских блюд, называемых Меззе (مزة), которые подаются на стол в виде небольших тарелочек с закусками .
Наиболее распространенным способом подачи шанклиш в Меззе является шаифура (شعيفورة; также называемый джайфура или базаркан), который представляет собой салат из нарезанных помидоров и лука с шанклишем и заправленный оливковым маслом. Другой способ—мелко нарезать шанклиш и подавать его с яичницей или арабским хлебом (дзубз) вместе с огурцом, мятой и оливковым маслом на завтрак.
Масло шанклиш производится просто путем дробления сыр шанклиш и и смешивания его с маслом комнатной температуры до превращения его в пасту.
Часто шанклиш употребляют как закуску к анисовой водке Арак.